# Araneus cingulatus
Araneus cingulatus este o specie de păianjeni din genul Araneus, familia Araneidae. A fost descrisă pentru prima dată de Charles Athanase Walckenaer în anul 1842. Conform Catalogue of Life specia Araneus cingulatus nu are subspecii cunoscute.